# Thomas Barr
Thomas Barr (Waterford, 24 de julio de 1992) es un deportista irlandés que compite en atletismo, especialista en las carreras de velocidad y de vallas.
Ganó una medalla de bronce en los Relevos Mundiales 2024 y dos medallas en el Campeonato Europeo de Atletismo, en los años 2018 y 2024.
Participó en dos Juegos Olímpicos de Verano, en los años 2016 y 2020, ocupando el cuarto lugar en Río de Janeiro 2016, en la misma prueba.

## Palmarés internacional
| Relevos Mundiales  | Relevos Mundiales | Relevos Mundiales | Relevos Mundiales |
| Año                | Lugar             | Medalla           | Prueba            |
| ------------------ | ----------------- | ----------------- | ----------------- |
| 2024               | Nasáu (Bahamas)   | Medalla de bronce | 4 × 400 m mixto   |
| Campeonato Europeo |                   |                   |                   |
| Año                | Lugar             | Medalla           | Prueba            |
| 2018               | Berlín (Alemania) | Medalla de bronce | 400 m vallas      |
| 2024               | Roma (Italia)     | Medalla de oro    | 4 × 400 m mixto   |